# Норма (муніципалітет)
Норма (італ. Norma) — муніципалітет в Італії, у регіоні Лаціо,  провінція Латина.
Норма розташована на відстані близько 55 км на південний схід від Рима, 14 км на північ від Латини.
Населення — 4040 осіб (2014).
Щорічний фестиваль відбувається 4 грудня. Покровитель — Santa Barbara.

## Демографія
Населення за роками:

Станом на 1 січня 2023 року в муніципалітеті офіційно проживало 209 іноземців з 29 країн, серед них 96 громадян країн Євросоюзу та 17 громадян України.

## Сусідні муніципалітети
- Бассіано
- Карпінето-Романо
- Чистерна-ді-Латіна
- Корі
- Монтеланіко
- Сермонета